# Sept puretés
 (décembre 2023).
 (décembre 2023).
Les Sept puretés, ou sept étapes de purification (pāli : « satta-visuddhi ») sont une notion du bouddhisme theravāda. Il s'agit d'une série de sept étapes dans l'avancement de la pratique bouddhiste, depuis la prise des préceptes jusqu'à la réalisation du nirvana. On peut les voir comme les étapes de la moralité, « Shīla », (première pureté), de la concentration, « Samādhi », (deuxième pureté) et de la sagesse, « Prajñā », (troisième à septième puretés).
Ces sept étapes sont présentées initialement dans le Rathavinîta sutta, ou « sutra des voitures-relais », qui est le .

## Textes fondateurs

### Parabole des chariots
On trouve initialement la description des sept puretés dans le Rathavinita sutta (« sutra des voitures-relais ») qui est le vingt-quatrième texte du recueil du Majjhima Nikaya. Le sutra rapporte une discussion entre Shariputtra et Pūrṇa qui porte sur les sept étapes de purification (pali: visuddhi) qu'il faut franchir pour attendre la libération, autrement dit le nirvana. La septième purification conduit directement au nirvana. Le texte développe une parabole de sept chariots qui sont nécessaires au roi de Koshala pour se rendre de l'un de ses palais à un autre. Ainsi, de même qu'un voyageur doit changer plusieurs fois d'attelage dans des relais de poste (ratha-vinīta), le pratiquant qui veut atteindre le nibbana, doit passer par sept étapes de purification. On lit ains i: 

« De la même manière, mon ami, la pureté en termes de vertu est simplement en considération de la pureté en termes de l'esprit. La pureté en termes de l'esprit est simplement en considération de la pureté en termes de façon de voir. La pureté en termes de façon de voir est simplement en considération de la pureté en termes de la capacité à surmonter la perplexité. La pureté en termes de la capacité à surmonter la perplexité est simplement en considération de la pureté en termes de connaissance et de vision de ce qui est et n'est pas la voie. La pureté en termes de connaissance et de vision de ce qui est et n'est pas la voie est simplement en considération de la pureté en termes de connaissance et de vision de la voie. La pureté en termes de connaissance et de vision de la voie est simplement en considération de la pureté en termes de connaissance et de vision. La pureté en termes de connaissance et de vision est simplement en considération d'une Libération totale grâce à l'absence d'attachement. Et c'est en considération d'une Libération totale grâce à l'absence d'attachement qu'on vit la vie sainte sous le Béni du Ciel. »

On voit donc que la pureté de la discipline (vertu) permet la pureté de la concentration (esprit), qui permet la pureté de la vue (façon de voir), etc.

### Commentaires classiques
Cette parabole est reprise et développée par Upatissa dans le Vimutti-vagga, « la voie de la libération », écrit un peu avant le Ve siècle. Cet ouvrage est un commentaire classique dans le theravāda. Un peu plus tard, Buddhaghosa commente à son tour en détail les sept puretés dans son texte fondamental, le Visuddhimagga (« la voie de la purification »), ainsi que tous les grands concepts théoriques du courant theravāda. Cette œuvre, composée de vingt-trois chapitres répartis sur trois parties, peut être vue comme une description de ces étapes: la première pureté fait l'objet de la première partie, consacrée à la discipline (chap. 1 et 2) ; la deuxième pureté est traitée dans la deuxième partie, sur la concentration (chap. 3 à 13) ; et les cinq autres faisant l'objet de la plus grande part de la troisième partie, consacrée sur la sagesse (chapitres 18 à 23),
Il détaille en particulier les« connaissances » associées à la pratique de vipassana bhavana, fournissant ainsi une illustration parfois surprenante de la pratique méditative.

## Les sept puretés selon leVisuddhimagga
On trouve dans le Visuddhimagga de Buddhagosa une présentation détaillée de ces sept étapes.

### 1. La pureté de la discipline
La pureté de la discipline (ou moralité, ou vertu — pāli : śilavisuddhi) décrit l'application des nombreux préceptes bouddhiques, comme ne pas tuer, voler, tromper etc. Le moine peut également pratiquer l'un des exercices, dhutanga. Mais la discipline n'est bien respectée que lorsqu'elle permet la concentration. Le but de la discipline est de permettre au moine d'accéder à la concentration, qui est la pureté suivante.

### 2. La pureté de la concentration
La pureté de la concentration (pāli : cittavisuddhi) correspond à la pratique de samatha bhavana, le développement de la tranquillité. Samatha est la pratique qui amène le moine (bhikkhu) à développer sa capacité d'attention et de concentration. Il ne s'agit alors pas de développer sa sagesse, mais, selon le Dhammapada[Où ?] : « Il n'y a pas de concentration pour celui qui manque de sagesse. Il n'y pas de sagesse pour celui qui manque de concentration. Il est vraiment près du Nirvana, celui en qui se trouvent la concentration et la sagesse. » La pratique de Samatha amène à réaliser les différents niveaux de concentration: la concentration préparatoire; la concentration de proximité; la concentration d'insertion. Et la pureté de la concentration se définit comme l'obtention de l'une des concentrations d'insertion, ou simplement comme l'obtention de la concentration de voisinage.

### 3. La pureté de la vue
La pureté de la vue, ou pureté de la compréhension (pāli : diṭṭhivisuddhi), désigne la compréhension qu'il y a un esprit et un corps (pāli : nāmarūpa). Cette intellection signifie donc un premier dépassement de la notion de Soi, d'atman ; l'esprit et le corps recoupent des phénomènes variés qui ne sauraient être pris pour une unité. (Voir aussi cinq constituants de la personne.) De plus, l'enseignement de sept puretés présente cette connaissance comme la compréhension de la première des quatre nobles vérités, c’est-à-dire la vérité de la souffrance (dukkha).

### 4. La pureté dans l'élimination des doutes
La purification dans l'élimination des doutes (pāli : kaṅkhā-vitaraṇā-visuddhi) signifie la compréhension étendue aux conditions (pāli : paccaya) du corps et de l'esprit. Cette connaissance s'applique aux « trois temps »: passé, présent et futur. Cette connaissance serait compréhension de la deuxième noble vérité: l'origine de la souffrance.

### 5. La connaissance-et-vision du chemin et du non-chemin
La « connaissance-et-vision du chemin et du non-chemin » (pāli : maggāmagga-ñāṇadassana-visuddhi) désigne la compréhension de ce qui constitue le chemin vers l'éveil, ce qui correspond à la quatrième noble vérité, le chemin menant à l'éradication de la souffrance, ou noble sentier octuple.
Cette étape décrit d'abord les premières réalisations heureuses du « yogi », qui développe des « motifs de souillure », ainsi appelés parce qu'ils pourraient être confondus avec l'éveil lui-même – ce sont les dix souillures de l'inspection, vipassana-nūpak-kilesa, listées avec leur équivalent pāli :
1. L'effulguration, apparition de lumière, obhasa ;
2. La connaissance, ñāṇa ;
3. La joie, pīti ;
4. La tranquillité, passaddhi' ';
5. Le bien-être, sukha ;
6. La détermination, adhimokkha ;
7. L'énergie ou ferveur, paggaha ;
8. L'avertissement ou établissement, upatthana ;
9. L'imperturbabilité (ou équanimité), upekkha ;
10. Le plaisir ou encore le désir subtil, nikanti.

Ces émotions positives, ces nouvelles capacités sont cependant correctement interprétées par le méditant, qui reconnaît en elles de simples phénomènes qui ne constituent pas en eux-mêmes la véritable méthode vers la libération. Cette reconnaissance de l'énergie, la joie, etc., comme simples « symptômes » constitue alors la pureté de la connaissance du chemin et du non-chemin.

### 6. La connaissance et vision du parcours
Après que le méditant a pu comprendre ses réalisations comme des phénomènes, plutôt qu'à la libération (nirvana), ces manifestations de joie et de tranquillité, cèdent la place à huit connaissances, auxquelles s'ajoute la « connaissance dans le droit fil » :
1. contemplation de l'apparition et de la disparition ;
2. connaissance de la dissolution ;
3. conscience de l'épouvante ;
4. contemplation de la misère ;
5. contemplation de l'aversion ;
6. contemplation du désir de libération ;
7. contemplation réfléchie ;
8. la connaissance de l'équanimité envers les formations.

Selon le Visuddhimagga, les sixième, septième et huitième connaissances constituent trois aspects d'une seule et même connaissance, à différents stades de son développement, qui serait l'inspection conduisant à l'ascension, vutthana gamini vipassana. Il n'y a donc, selon le Visuddhimagga, que six connaissances avant la connaissance dans le droit fil.

#### Détail des huit connaissances
La contemplation de l'apparition-disparition, udayabbayanupassana nana, est à présent libérée des « dix souillures » qui caractérisaient encore la connaissance du chemin et du non-chemin : c'est en fait la connaissance de l'ensemble des trois caractéristiques qui devient plus claire.
- La connaissance de la dissolution, bhanga nana, marque cependant un tournant. En effet, le méditant voyait jusque-là les phénomènes apparaître et disparaître, de plus en plus rapidement. Une fois les souillures disparues, le méditant ne perçoit plus que disparition : d'où le terme de dissolution.
- La conscience de l'épouvante, bhayat'upatthana nana, est le surgissement d'une terreur face à cette disparition des phénomènes. Cette épouvante, décrite par exemple par Robert Kientz, s'entend cependant comme la révélation d'une souffrance qui existait auparavant, mais qui appartenait au courant subconscient, « bhavanga sota » : c'est l'épouvante du « mirage », du « village où il n'y a personne », etc.
- La conscience de la misère, adinavanupassana nana, montre le passage de la peur au dégoût.
- La connaissance de l'aversion, nibbidanupassana nana,
- La contemplation du désir de libération, muccitu-kamyata nana, est désir d'être libéré de toutes les formations d'existence - l'esprit n'éprouve aucun plaisir aux formations et désire s'en libérer.
- La contemplation réfléchie, patisankhanupassana nana, est la considération des phénomènes comme des bulles, des mirages, sans maîtres ; ces formations ne sont ni homme, ni personnalité, ni moi ni mien ni appartenant à qui que ce soit.
- L'imperturbabilité face à tous les phénomènes, sankharupekkha nana, marque un passage, puisque après l'épouvante, la misère, le désir de libération, advient l'équanimité. Selon le patisambhida magga, présente trois « portes de libération » caractérisant différents disciples ; quand l'esprit considère l'aspect limité de toutes les formations, il peut être entraîné au-devant de
  - l'élément inconditionné, animitta dhatu ;
  - l'élément dépourvu de désir, appanihita dhatu ;
  - l'élément du vide, sunnata dhatu.

#### Connaissance du droit fil
La connaissance « dans le droit fil », ou connaissance de l'adaptation, anuloma nana, s' « adapte » aux six ou huit connaissances précédentes, ainsi qu'aux voies supramondaines. Cette définition renvoie en fait aux différentes fonctions de la conscience : il est donné une description assez précise des manifestations de la conscience au moment de cette connaissance.
La connaissance de l'imperturbabilité considère les phénomènes selon les trois caractéristiques, puis s'enfonce dans le courant subconscient. Immédiatement après apparaît l'attention. La connaissance de l'adaptation apparaît alors, ayant pour objet la même formation. Vient ensuite un premier « moment impulsif », javana, appelé « préparation », parikamma, puis un deuxième javana, appelé « accès », upacara, et enfin un troisième javana, appelé « adaptation », anuloma.

### 7. La connaissance-et-vision
La connaissance de l'ennoblissement, ou de la maturité, gotrabhū nana, ne fait pas partie, selon le Visuddhimagga, de la connaissance et vision ; elle se situe entre la connaissance et la vision du parcours, préparant la connaissance et vision.
Immédiatement après la connaissance de l'adaptation, la connaissance de l'ennoblissement prend pour objet l'inconditionné, l'arrêt de l'existence, le nirvana. C'est la première considération du « supramondain ».
Apparaît alors la première connaissance de la voie, l'entrée dans le courant (voir plus bas), ce qui est connaissance de la Voie comme résultat ; viennent ensuite deux ou trois états de conscience produits par la Voie, - c'est la conscience de Fruit. Cette conscience s'enfonce alors dans le courant subconscient, bhavanga, puis apparaît une connaissance rétrospective, paccavekkhana nana, ayant pour objet la conscience de la Voie.

#### Quatre chemins
La connaissance et vision (ñāṇadassana-visuddhi) est associée à l'une des quatre consciences «supramondaines». Les consciences supramondaines décrivent les états qui ne sont plus de ce monde, qui sont hors du samsara.

## Aperçu d'autres approches

### Gradualisme et subitisme
La présentation de la pratique graduelle, avec sept points, par lesquels le « yogi » progresse, ne se retrouve pas dans toutes les écoles du bouddhisme. Certaines d'entre elles sont en effet subitistes : elles considèrent que l'éveil s'atteint subitement, sans pratique progressive.
Au sein même du bouddhisme theravāda, des maîtres tels que Walpola Rahula[Où ?] ont défendu l'idée qu'il n'y a pas de pratique progressive. Il n'y aurait en effet que la connaissance venant effacer l'aveuglement : la sagesse jaillit alors et l'éveil est atteint. Cette présentation propose, plus particulièrement, un chemin dans lequel les quatre nobles vérités sont comprises peu à peu : d'abord la souffrance (dukkha), puis son origine, etc. Cette présentation ne va pas sans provoquer un débat[réf. nécessaire], puisque les quatre nobles vérités sont enseignées comme comprises instantanément au moment de l'éveil. Toutefois, cette vision progressive de la compréhension des quatre nobles vérités peut sans doute se comprendre comme une image.

### Gradualisme dans le theravāda
- Le satipatthana sutta présente la pratique de l'attention au souffle en seize étapes.
- L'Upanisā Sutta (SN 12.23) énumère douze étapes, depuis dukkha jusqu'à l'atteinte de l'éveil, sur le modèle de la coproduction conditionnée (voir cet article).
- Sayadaw U Pandita propose la notion de quatre « vipassana jhanas ».